# Schizura biedermani
Schizura biedermani är en fjärilsart som beskrevs av Barnes och Mcdunnough 1911. Schizura biedermani ingår i släktet Schizura och familjen tandspinnare. Inga underarter finns listade.